# Condado de Crenshaw
El condado de Crenshaw es un condado de Alabama, Estados Unidos. Tiene una superficie de 1582 km² y una población de 13 665 habitantes (según el censo de 2000). La sede de condado es Luverne.

## Historia
El Condado de Crenshaw se fundó el 30 de noviembre de 1866.

## Geografía
Según la Oficina del Censo de los Estados Unidos el condado tiene un área total de 1582 km², de los cuales 1579 km² son de tierra y 3 km² de agua (0,19%).

### Principales autopistas
- U.S. Highway 29
- U.S. Highway 331
- State Route 10
- State Route 97
- State Route 106

### Condados adyacentes
- Condado de Montgomery (norte)
- Condado de Pike (este)
- Condado de Coffee (sureste)
- Condado de Covington (sur)
- Condado de Butler (oeste)
- Condado de Lowndes (noroeste)

### Ciudades y pueblos
- Brantley
- Dozier
- Glenwood
- Highland Home
- Honoraville
- Luverne
- Petrey
- Rutledge

## Demografía
| Población histórica Año Población ±% 1900 19 668 — 1910 23 313 +18.5 % 1920 23 017 −1.3 % 1930 23 656 +2.8 % 1940 23 631 −0.1 % 1950 18 981 −19.7 % 1960 14 909 −21.5 % 1970 13 188 −11.5 % 1980 14 110 +7.0 % 1990 13 635 −3.4 % 2000 13 665 +0.2 % |           |         |
| Población histórica |           |         |
| Año | Población | ±%      |
| 1900 | 19 668    | —       |
| 1910 | 23 313    | +18.5 % |
| 1920 | 23 017    | −1.3 %  |
| 1930 | 23 656    | +2.8 %  |
| 1940 | 23 631    | −0.1 %  |
| 1950 | 18 981    | −19.7 % |
| 1960 | 14 909    | −21.5 % |
| 1970 | 13 188    | −11.5 % |
| 1980 | 14 110    | +7.0 %  |
| 1990 | 13 635    | −3.4 %  |
| 2000 | 13 665    | +0.2 %  |